# Så tar du ut din lön i choklad
Så tar du ut din lön i choklad är en bok som skrivits av tv-profilerna Filip och Fredrik och lanserades med Café i december 2006. Boken samlar deras bästa reportage och intervjuer i tidningen genom åren, plus en del eftertankar från författarna själva. Idén är hämtad från en artikel som Filip skrev för Aftonbladet.